# Melanargia
Genre
Le genre Melanargia regroupe des lépidoptères appartenant à la famille des Nymphalidae, à la sous-famille des Satyrinae et à la tribu des Satyrini.

## Systématique
Le genre Melanargia a été décrit par l'entomologiste allemand Johann Wilhelm Meigen en 1828.

### Synonymie
- Agapetes Billberg, 1820 [1]
- Arge Hübner, [1819] [2]
- Ledargia Houlbert, 1922 [3]
- Epimede Houlbert, 1922 [4]
- Parce Oberthür & Houlbert, 1922 [5]
- Halimede Oberthür et Houlbert, 1922 [6]
- Lachesis Oberthür & Houlbert, 1922.

### Noms vernaculaires
Ils sont à damiers noir et blanc d'où leurs noms de damier ou d'échiquier et en anglais de Marbled White.

### Taxinomie
Liste des espèces et sous-espèces

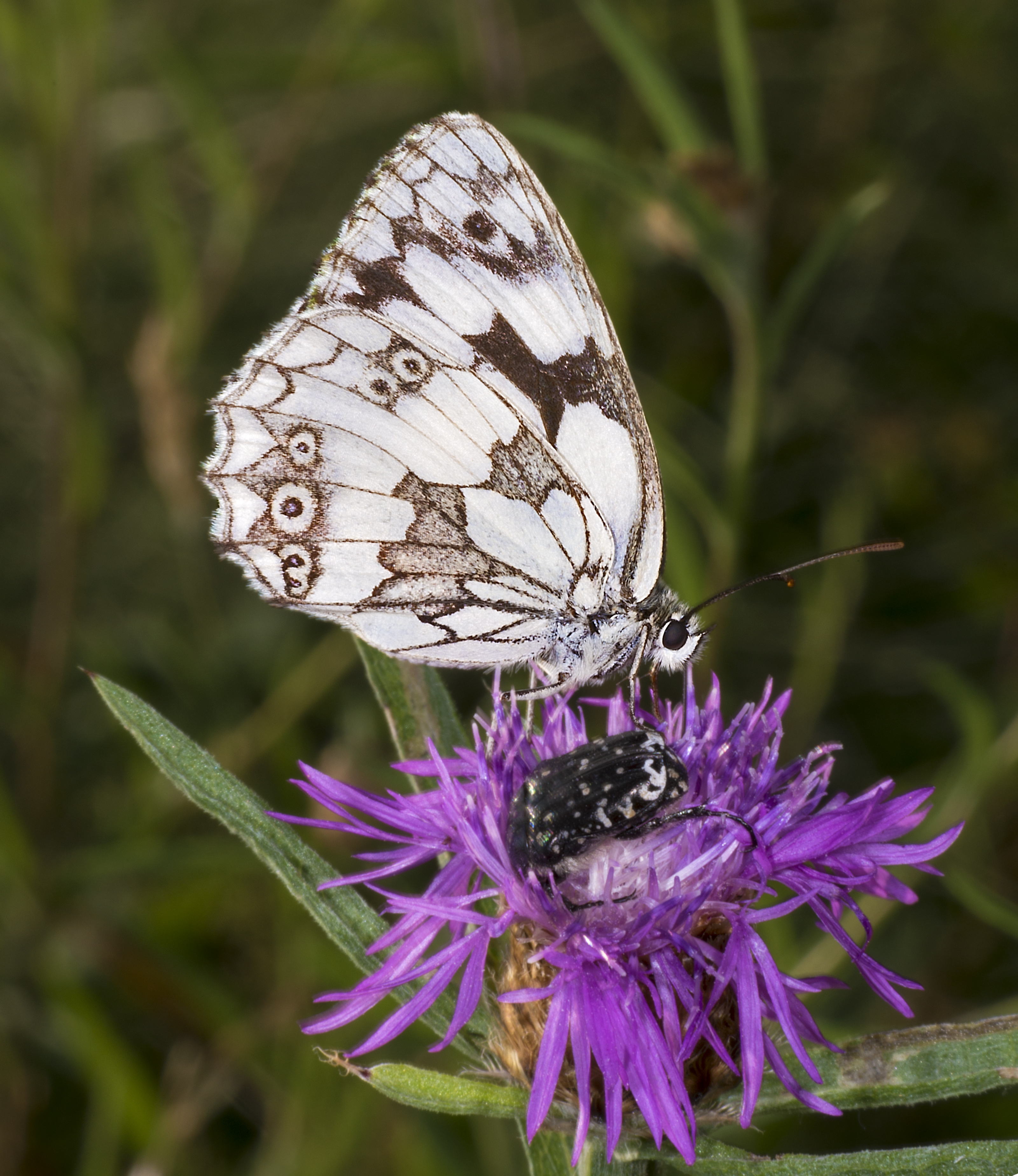
Revers du Demi-deuil

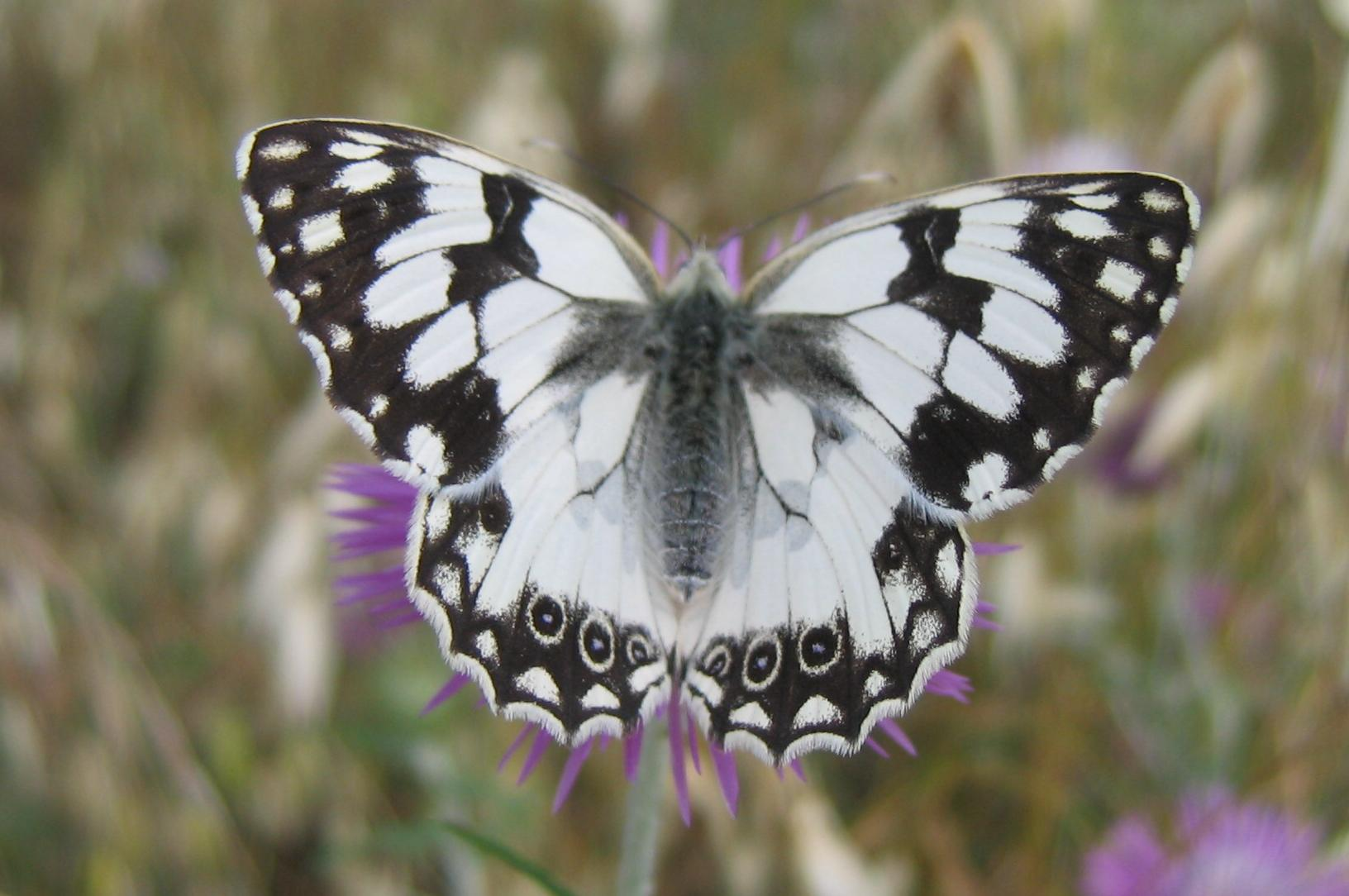
Échiquier ibérique

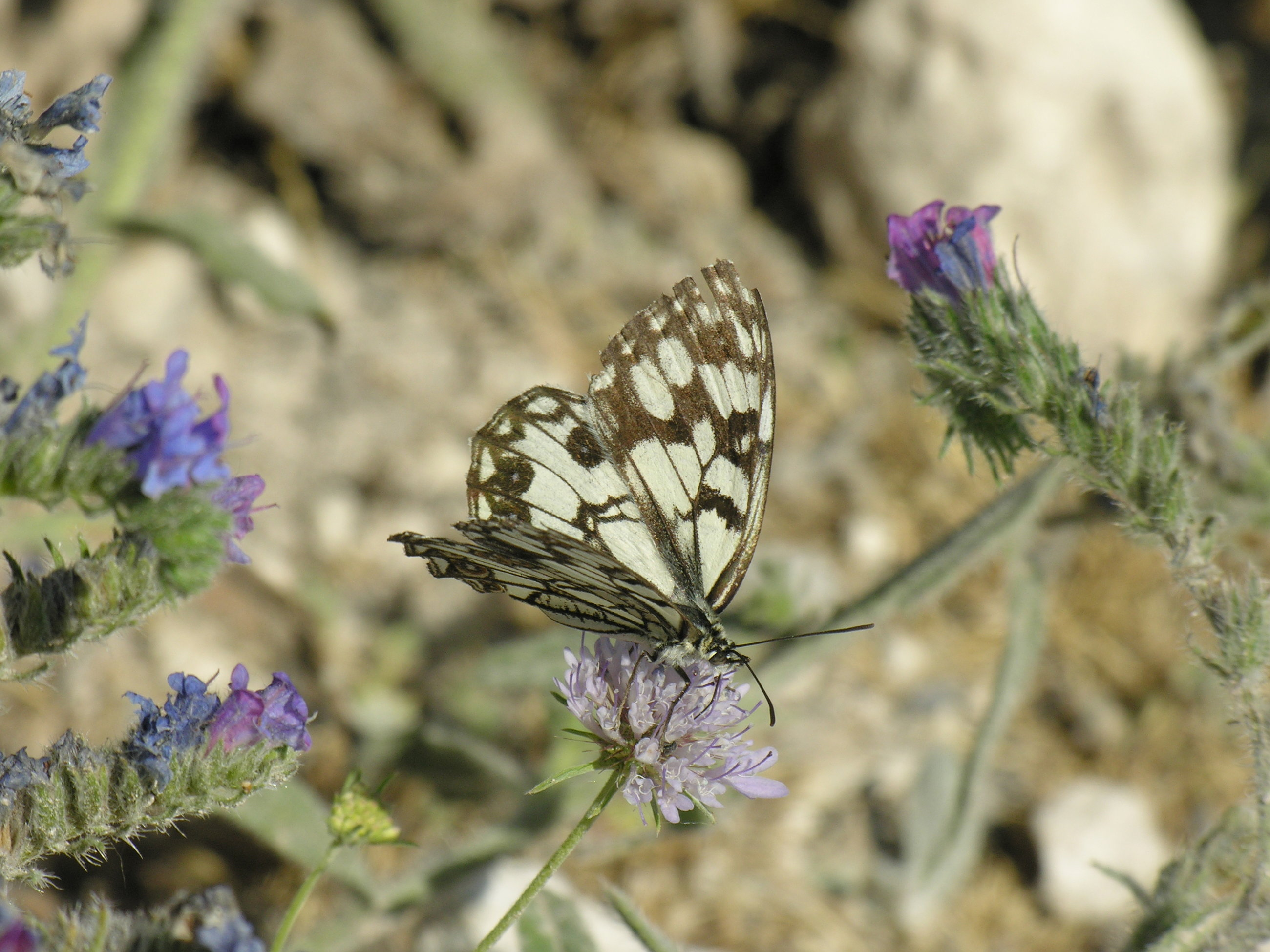
Échiquier des Almoravides

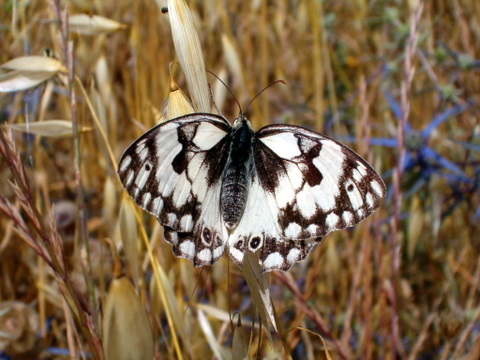
Melanargia titea

- Melanargia arge (Sulzer, 1776) — Échiquier d'Italie — en Italie
- Melanargia asiatica (Oberthür & Houlbert, 1922) — en Chine
- Melanargia epimede Staudinger, 1892 — dans l'est de la Mongolie, le nord-est de la Chine et en Corée
- Melanargia evartianae Wagener, 1976 — dans le nord de l'Iran
- Melanargia galathea (Linnaeus, 1758) — Demi-deuil
  - Melanargia galathea galathea — en Europe
  - Melanargia galathea donsa Fruhstorfer, 1916 — dans le Caucase
  - Melanargia galathea lucasi (Rambur, 1858) — Demi-deuil d'Afrique du Nord — en Afrique du Nord
  - Melanargia galathea satnia Fruhstorfer, 1917 — dans le Caucase
  - Melanargia galathea tenebrosa Fruhstorfer, 1917
- Melanargia ganymedes Rühl-Heyne, 1895 — au Tibet
- Melanargia grumi Standfuss, 1892
- Melanargia halimede (Ménétries, 1859) — dans l'est de la Mongolie, en Chine et en Corée
- Melanargia hylata (Ménétries, 1832) — en Turquie et en Iran
- Melanargia ines (Hoffmannsegg, 1804) — Échiquier des Almoravides — au Portugal, en Espagne, au Maroc, en Algérie, Tunisie et Libye
  - Melanargia ines ines
- Melanargia lachesis (Hübner, 1790) — Échiquier ibérique.
- Melanargia larissa (Geyer, 1828) — Échiquier des Balkans.
  - Melanargia larissa astanda (Boisduval, 1848)
  - Melanargia larissa hertina Staudinger, 1901 — en Géorgie
- Melanargia leda Leech, 1891 — au Tibet et dans l'ouest de la Chine
- Melanargia lugens Honrath, 1888 — dans le centre de la Chine
- Melanargia meridionalis Felder, 1862 — dans le centre et l'ouest de la Chine
- Melanargia montana Leech, 1890 — en Chine le long du Yang-tsé-yang
- Melanargia occitanica (Esper, 1793) — Échiquier d'Occitanie — dans le sud-ouest de l'Europe, en Afrique du Nord et en Sicile
  - Melanargia occitanica pelagia Oberthür, 1911 — au Maroc
- Melanargia parce (Staudinger, 1882)
  - Melanargia parce lucida Staudinger, 1886
- Melanargia pherusa (Boisduval, 1833) — Échiquier de Sicile — en Sicile
- Melanargia russiae (Esper, 1783) — Échiquier de Russie — du sud de l'Europe au centre de l'Asie
  - Melanargia russiae russiae
  - Melanargia russiae caucasiaca Nordmann, 1851
  - Melanargia russiae transcaspica Staudinger, 1901
- Melanargia sadjadii Carbonell & Naderi, 2006 — Échiquier de la Caspienne
- Melanargia syriaca (Oberthür, 1894) — dans le nord de l'Iran
- Melanargia teneates (Ménétries, 1832) — dans le nord de l'Iran
- Melanargia titea (Klug, 1832) — en Syrie, Palestine, Arménie, Iran
  - Melanargia titea wiskotti (Röber, 1896) — en Turquie